# Doctor Lautrec and the Forgotten Knights
Doctor Lautrec and the Forgotten Knights (ドクターロートレックと忘却の騎士団 i Japan) är ett äventyrsspel för Nintendo 3DS. Det utvecklades av Konami och Winkysoft och designades av Noriaki Okamura. Spelet utspelar sig i Paris i slutet av 1800-talet och följer arkeologen Doctor Lautrec på hans jakt efter en skatt gömd av ätten Bourbon.

## Handling
Doctor Lautrec and the Forgotten Knights äger rum i Paris i slutet av 1800-talet. Huvudpersonen i spelet, den excentriska och mysterielösande arkeologen doktor Jean-Pierre Lautrec, är lektor vid stadens naturhistoriska museum. Tillsammans med sin assistent, studenten Sophie Coubertin, hittar han en karta som leder till en dold skatt från Ludvig XIV av Frankrike.